# Peter Müllenberg
Peter Müllenberg (* 30. Dezember 1987 in Almelo) ist ein ehemaliger niederländischer Boxer im Halbschwergewicht.

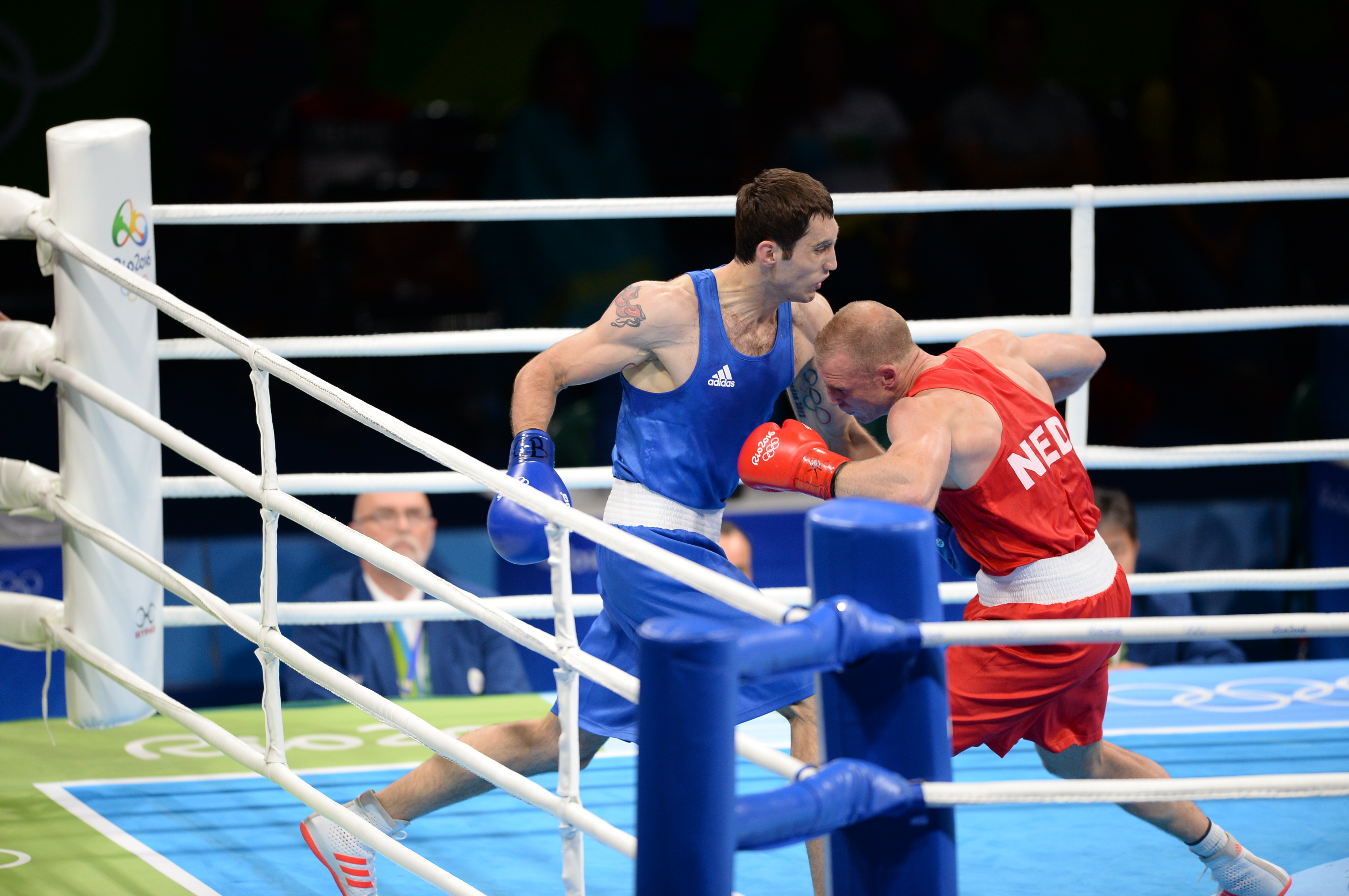
Peter Müllenberg im Kampf gegen Teymur Məmmədov im Achtelfinale bei den Olympischen Spielen 2016

## Boxkarriere
Müllenberg begann im Alter von 15 Jahren mit dem Boxsport und wurde später Sportsoldat in der 220. Transportcompagnie der Niederländischen Streitkräfte. Während seiner Wettkampfkarriere trainierte er im Olympischen Trainingszentrum Papendal bei Arnhem unter Nationaltrainer Hennie van Bemmel.
Er wurde 2005 und 2006 Niederländischer Juniorenmeister sowie 2007 erstmals Niederländischer Meister bei den Erwachsenen. Zudem war er im Weltergewicht jeweils Teilnehmer der Junioren-Europameisterschaft 2005 und der Junioren-Weltmeisterschaft 2006. Bei der Weltmeisterschaft 2007 in Chicago, sowie den olympischen Qualifikationsturnieren 2008 in Pescara und Athen, schied er jeweils im Mittelgewicht frühzeitig aus.
Bei der Europameisterschaft 2010 in Moskau verlor er in der Vorrunde gegen Anthony Ogogo, gewann jedoch bei der Militär-Weltmeisterschaft im gleichen Jahr in Camp Lejeune die Silbermedaille, nachdem er erst im Finale gegen Pedro Lima unterlegen war. Bei der Europameisterschaft 2011 in Ankara erreichte er dann, unter anderem mit einem Sieg gegen Bogdan Juratoni, das Viertelfinale, wo er gegen Maxim Koptjakow verlor. Bei der Weltmeisterschaft desselben Jahres in Baku unterlag er knapp in der Vorrunde, gewann jedoch mit Siegen gegen Hzam Nabah, Pedro Lima, Ali Nurmatow und Hassan Chagtemi die Militärweltspiele 2011 in Rio de Janeiro.
Im Anschluss stieg er vom Mittel- in das Halbschwergewicht auf und startete beim olympischen Qualifikationsturnier 2012 in Trabzon, unterlag jedoch in der Vorrunde knapp gegen Simone Fiori. 2013 gewann er bei der Europameisterschaft in Minsk den Vizemeistertitel, nachdem er sich gegen Lawrence Osueke, Rauf Rahimow, Mateusz Tryc und Petru Ciobanu in das Finale vorgekämpft und dort gegen Nikita Iwanow verloren hatte. Bei der Weltmeisterschaft in Almaty erreichte er dann das Viertelfinale und schied beim Kampf um einen Medaillenplatz gegen Oybek Mamazulunov aus. 2014 gewann er mit Siegen gegen Zhang Yawei, Michel Borges, Houna Bouziane und Arman Ryspek die Militär-Weltmeisterschaft in Almaty.
Bei der Europameisterschaft 2015 in Samokow kämpfte er sich gegen Ukë Smajli, Cem Karlıdağ und Joshua Buatsi erneut in ein EM-Finale vor, wo er gegen Joe Ward verlor und zum zweiten Mal Vize-Europameister wurde. Bei der anschließenden Weltmeisterschaft in Doha schied er erneut erst im Viertelfinale gegen Pawel Siljagin aus. Für diese Erfolge wurde er zu Niederlands Boxer des Jahres gewählt.
Durch das Erreichen des Finales beim olympischen Qualifikationsturnier 2016 in Samsun qualifizierte er sich als erster niederländische Boxer seit 24 Jahren für Olympische Spiele. Bei den Olympischen Sommerspielen 2016 in Rio de Janeiro siegte er in der Vorrunde gegen Ehsan Rouzbahani, ehe er im Achtelfinale gegen Teymur Məmmədov ausschied.
Im Mai 2017 teilte der Niederländische Boxverband in einer Aussendung mit, dass sich Müllenberg aus privaten Gründen eine Auszeit vom Wettkampfsport nehme und daher in diesem Jahr weder an der nationalen Meisterschaft, noch der Europameisterschaft oder Weltmeisterschaft teilnehme. Bis dahin habe er bereits 254 Kämpfe bestritten. Er startete dann aber doch bei der Europameisterschaft in Charkiw, wo er gegen Muslim Gadschimagomedow unterlag. Als Nächstes nahm er im Schwergewicht an den Europaspielen 2019 in Minsk teil, wo er im Viertelfinale gegen Cheavon Clarke ausschied.
Im Juli 2019 wurde er vom Niederländischen Boxverband mit einer Wettkampfsperre belegt. Begründet wurde dieser Schritt mit einer Verurteilung Müllenbergs zu gemeinnütziger Arbeit, resultierend aus Vorfällen im Zuge der Trennung mit seiner Partnerin im September 2017, sowie einer nicht näher bezeichneten internen Angelegenheit. Müllenberg war dabei nach eigener Aussage wegen des Verdachts der Körperverletzung, Gefährlichen Drohung und des verbotenen Waffenbesitzes auch festgenommen worden.
Im Februar 2021 gab er im Alter von 33 Jahren das Ende seiner Boxkarriere bekannt.

### World Series of Boxing (WSB)
2013 bis 2016 boxte Müllenberg für die Teams Italia Thunder und Morocco Atlas Lions in der World Series of Boxing und erreichte fünf Siege (Braian Suarez, Hichem Kaalaour, Joshua Buatsi, Aolin Zhang und Bakary Diabira) bei drei Niederlagen (Oleksandr Chyschnjak, Julio César La Cruz und Pawel Siljagin).

### Bundesliga
Von 2009/10 bis 2018/19 boxte Müllenberg auch in der deutschen Bundesliga und kämpfte für die Mannschaften Boxteam Windmill, SV Motor Babelsberg, Velberter BC und Hertha BSC. 

### Auswahl internationaler Turniersiege
- 2018: Ústí Grand Prix in Tschechien
- 2017: Feliks Stamm Tournament in Polen
- 2017: Eindhoven Box Cup in den Niederlanden
- 2016: Eindhoven Box Cup in den Niederlanden
- 2015: Algirdas Socikas Tournament in Litauen
- 2014: Bep Van Klaveren Memorial Tournament in den Niederlanden
- 2014: Tammer Turnier in Finnland
- 2013: Chemnitz City Cup in Deutschland
- 2013: Chemiepokal in Deutschland
- 2010: Chemnitz City Cup in Deutschland
- 2008: International U21 Tournament in Deutschland
- 2008: Bocskai Memorial Tournament in Ungarn